# Palazzo di Città (Domodossola)
Il Palazzo di Città di Domodossola è un edificio storico, sede municipale della città di Domodossola in Piemonte.

## Storia
L'edificio, progettato dall'architetto torinese Giovanni Leoni, è stato costruito nel 1847. Nel 1899 di fronte al palazzo venne collocato il monumento, opera di Francesco Ricci (scultore vigezzino) dedicato a Gian Giacomo Galletti, benefattore cittadino, il cui lascito diede vita alla Fondazione Galletti.
Nel 1944 fu sede della Giunta Provvisoria di Governo della Repubblica partigiana dell'Ossola.

## Descrizione
L'edificio sorge sulla piazza della Repubblica dell'Ossola nel centro di Domodossola.
Presenta uno stile neoclassico, con facciate simmetriche. Al suo interno si trova la Sala storica della Resistenza.

## Galleria d'immagini

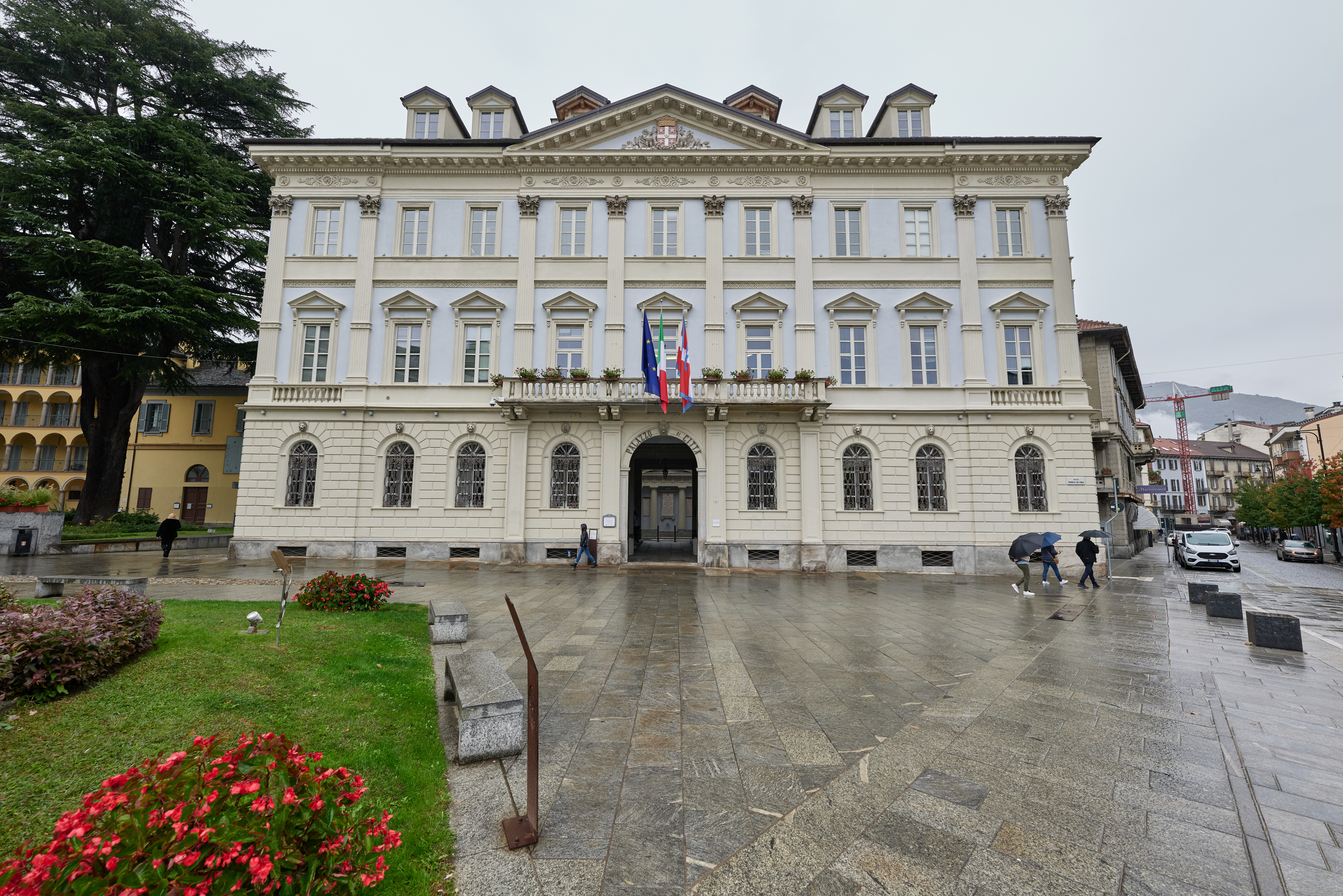
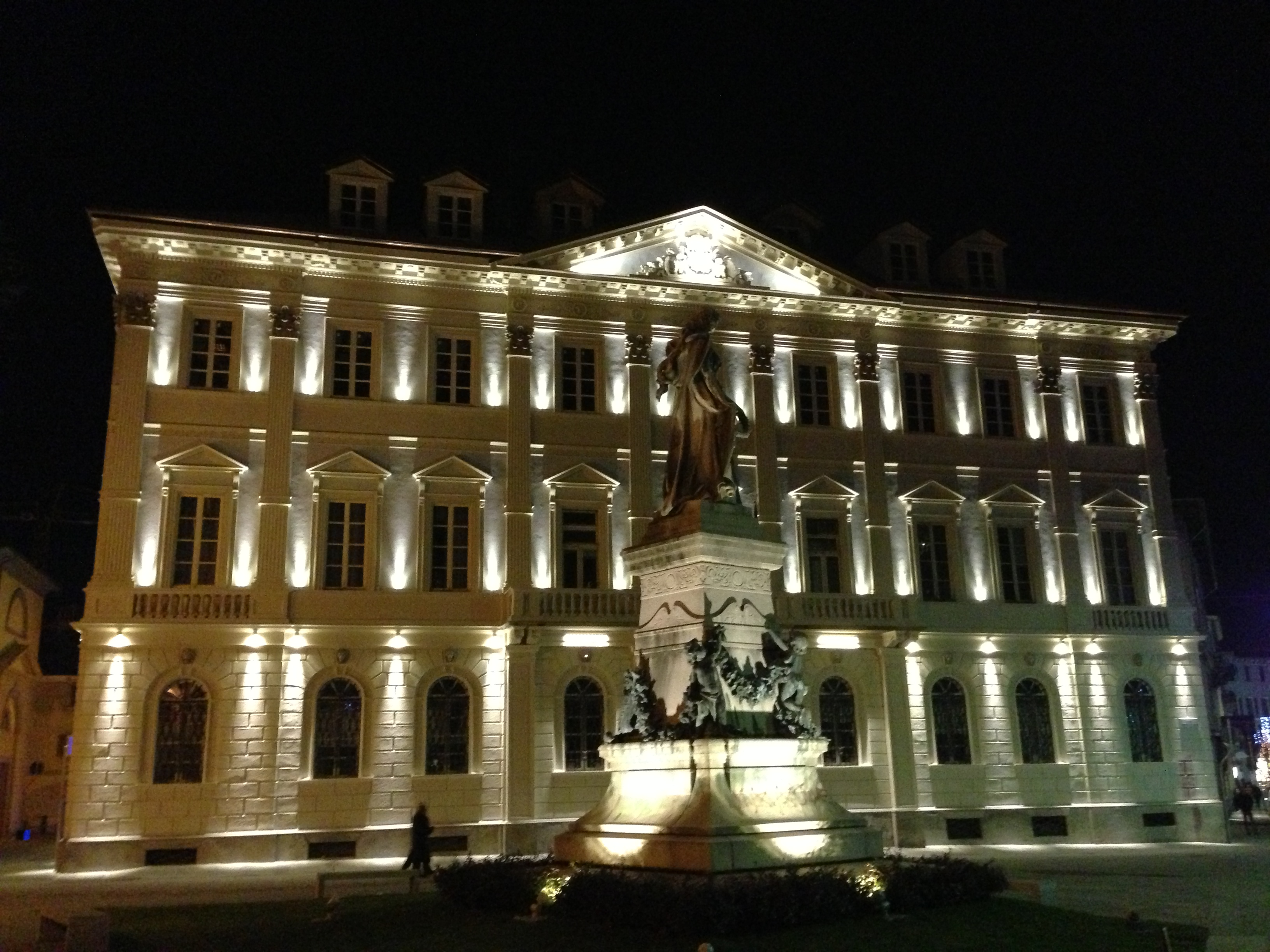
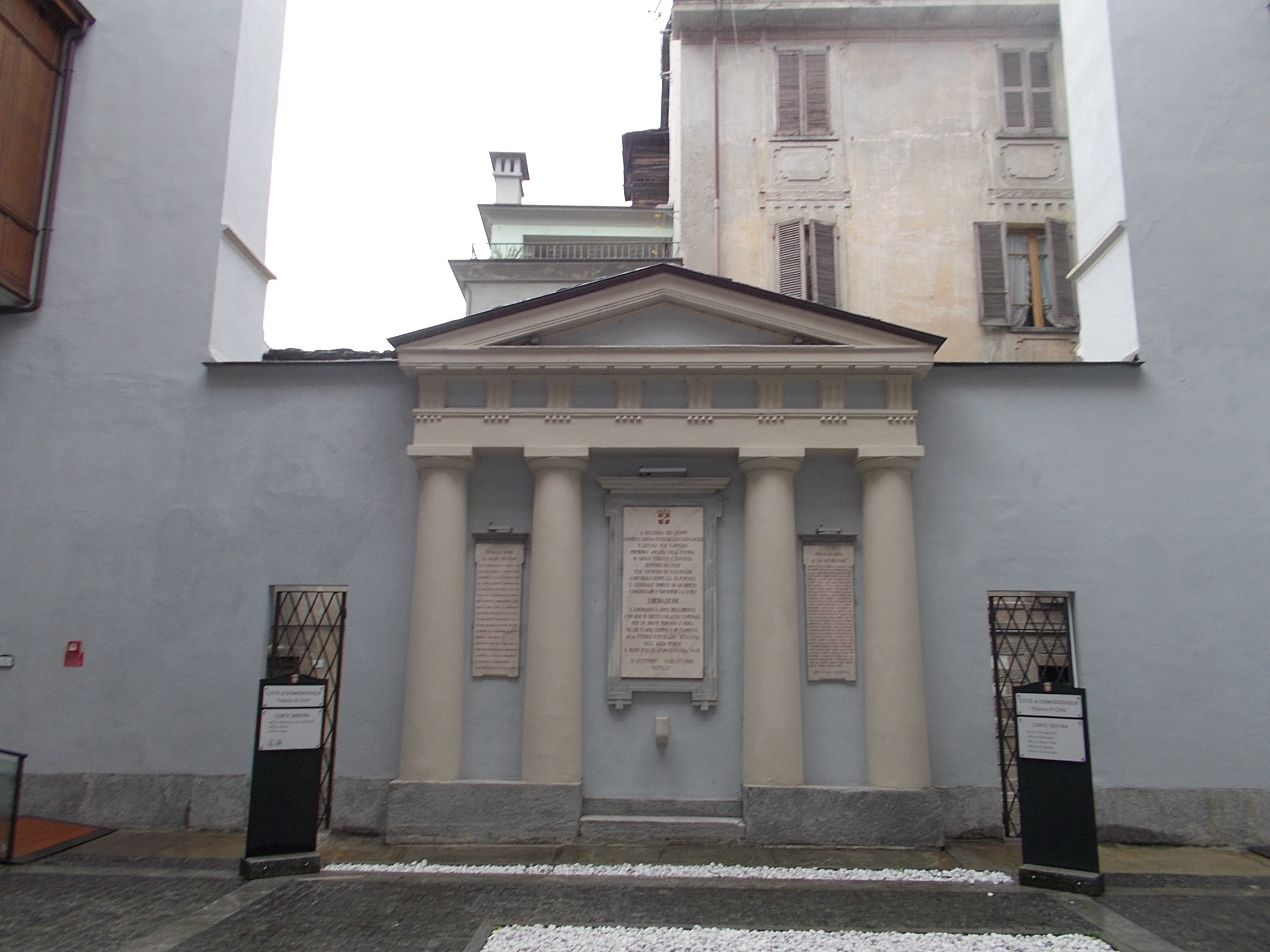